# Laura Flores
Laura Aurora Flores Heras (Reynosa, Tamaulipas; 23 de Agosto de 1963) é uma atriz, cantora e apresentadora mexicana.

## Biografia
Conhecida na indústria da música pelo seu hit que ganhou um Grammy pela telenovela "El Alma No Tiene Color", um dueto com Marco Antonio Solis, seu primeiro sucesso no estrelato veio quando ingressou "Hermanos y Amigos", cujos membros da banda eram membros da sua família. O grupo realizou extensas turnês no México, Holanda, Alemanha e Espanha por quase três anos, mas seu desejo de ser mais bem preparada na área de atuação levou a estudar no "Centro de Educação Artística artísticos" da Televisa o (CEA).
Sua primeira oportunidade veio se apresentando em  musicais durante uma apresentação no Tampico, onde um produtor ofereceu-lhe um papel na telenovela El combate, com Ignacio López Tarso.
No entanto, a música estava sempre dentro dela, e em 1980, a "Luis de Llano" ofereceu-lhe a oportunidade de cantar e gravar algumas canções em Inglês, no programa Noche um Noche, organizada pela atriz Verónica Castro. Em 1981, Laura estrelou em seu primeiro musical, Los Fantásticos. Ela mais tarde se tornou a regente de vários programas especiais em que foram retratados durante o início de 1980. Em 1992, ela gravado seu primeiro CD solo, Barcos de Papel, que a fez realizar uma longa turnê em todo México.
Em 1986, Laura se casou com o compositor e cantor Sergio Faccelli, que produziu De Corazón Corazón e Fruto Prohibido, mas a relação foi encurtada, terminando em três anos. Ela tem participado de importantes telenovelas, tais como Los Años passam, Clarisa, El vuelo del águila, Marisol, El amor tem cara de mujer, El alma no tiene color, Gotita de amor e Siempre te amaré. No ano de 2005, após uma saída temporária, ela voltou à cena estrelando em Piel de otoño com o atores Sergio Goyri e René Strickler.
Em 1995 ela cantou algumas de suas canções em uma estação de rádio no caso da famosa "Rancho Moreno", em Chino, Califórnia. Ela também participou como o protagonista em Siempre te Amare (2000. Em 2006 ela se tornou a coprotagonista com a  personagem "Regina" em Mundo de fieras ao lado do ator cubano César Évora, no próximo ano ela continuou trabalhando como sua esposa, em Al diablo con los guapos como uma vilã.
Em 2008 ela deixou o programa Hoy porque ela iria protagonizar uma nova telenovela En Nombre del Amor como Camila Ríos, a mãe da vilã. Atuando com a atriz Victoria Ruffo.

## Vida pessoal
Laura é a irmã do compositor e produtor Gerardo Flores. Atualmente é diretor musical do programa de televisão Don Francisco Presenta.
Durante 2008, com o fim da telenovela Al diablo con los guapos ela adotou uma criança em Mérida, em Junho. 8 meses mais tarde, em 2009 adotou uma menina de em Chihuahua. Seus novos filhos são Alejandro e Ana Sofia. Alejandro, foi adotada em 2008 e Ana Sofia em 2009. Atualmente, tem quatro filhos: Maria, Patricio, Ana Sofia e Alejandro.

## Filmografia

### Televisão
| Ano  | Título                                | Personagem                                    | Notas                                |
| ---- | ------------------------------------- | --------------------------------------------- | ------------------------------------ |
| 1980 | El combate                            | Mariana                                       |                                      |
| 1981 | El derecho de nacer                   | Amelia                                        |                                      |
| 1982 | En busca del paraíso                  | Yolanda                                       |                                      |
| 1984 | Tú eres mi destino                    | Rosa Martha                                   |                                      |
| 1984 | Los años felices                      | María                                         |                                      |
| 1985 | Los años pasan                        | María                                         | Sequência de Los años felices        |
| 1985 | Cartas de amor                        | Unknown role                                  |                                      |
| 1986 | Ave Fénix                             | Paulina                                       |                                      |
| 1990 | Mi pequeña Soledad                    | Dulce María                                   |                                      |
| 1991 | La pícara soñadora                    | Mónica Rochild #1                             |                                      |
| 1993 | Clarisa                               | Elidé González León                           |                                      |
| 1993 | Mujer, casos de la vida real          | María                                         | Episódio: "Más allá de la luna"      |
| 1994 | Mujer, casos de la vida real          | —                                             | Episódio: "Nunca más"                |
| 1994 | El amor tiene cara de mujer           | Victoria                                      |                                      |
| 1994 | El vuelo del águila                   | Emperatriz Carlota                            |                                      |
| 1996 | Marisol                               | Sandra Luján                                  |                                      |
| 1997 | El alma no tiene color                | Guadalupe Roldán                              |                                      |
| 1998 | Mujer, casos de la vida real          | —                                             | Episódio: "Demasiado tarde"          |
| 1998 | Gotita de amor                        | María Fernanda De Santiago                    |                                      |
| 1999 | Cuento de Navidad                     | An angel (The pretty woman)                   |                                      |
| 1999 | Tres mujeres                          | Sandra María Aguirre                          |                                      |
| 1999 | Yo soy Betty, la fea                  | Ela mesma                                     | Episódios: "155 e 156"               |
| 2000 | Siempre te amaré                      | Victoria Robles de Castellanos / Amparo Rivas |                                      |
| 2000 | Carita de ángel                       | Laura                                         |                                      |
| 2001 | Cero en conducta                      | Laurita                                       | Episódio: "Laurita Flores"           |
| 2002 | Cómplices al rescate                  | Rocío Cantú de Del Río                        |                                      |
| 2003 | La decada furiosa                     | —                                             | Telefilme                            |
| 2003 | La hora pico                          | Vários personagens                            | Episódio: "Invitada Laura Flores"    |
| 2005 | Piel de otoño                         | Lucía Villareal de Mendoza                    |                                      |
| 2005 | Bajo el mismo techo                   | Laura Acosta                                  |                                      |
| 2006 | Mundo de fieras                       | Regina Guerra de Martínez                     |                                      |
| 2007 | Destilando amor                       | Priscilla Yurente Gandía                      |                                      |
| 2007 | Al diablo con los guapos              | Luciana Arango de Belmonte                    |                                      |
| 2008 | Las tontas no van al cielo            | Luciana Arango                                |                                      |
| 2008 | Secretos                              | Miriam Garza                                  |                                      |
| 2008 | En nombre del amor                    | Camila Ríos de Mondragón                      |                                      |
| 2009 | Corazón salvaje                       | María del Rosario Montes de Oca               |                                      |
| 2010 | Llena de amor                         | Ernestina "Netty" Pavón Romero                |                                      |
| 2011 | Una familia con suerte                | Yuyú Arteaga                                  | Episódios: "14-15 de fevereiro"      |
| 2012 | Un refugio para el amor               | Roselena Fuentes Gil de Torreslanda           |                                      |
| 2013 | Nueva vida                            | María                                         | Episódio: "Todos mis hijos"          |
| 2014 | En otra piel                          | Monica Serrano de Fonsi                       |                                      |
| 2014 | Reina de corazones                    | Sara Smith / Virginia de la Vega              |                                      |
| 2015 | ¿Quién es quién?                      | Inés González                                 |                                      |
| 2016 | Señora Acero: La Coyote               | Edelmira Rigores                              |                                      |
| 2017 | La fan                                | Paloma Cervantes                              | Episódios: "28 de março-17 de abril" |
| 2017 | Milagros de navidad                   | Lupe                                          | Episódio: "Sólo de arpa"             |
| 2018 | Mi familia perfecta                   | Irma Solís de Guerrero / de Mendoza           |                                      |
| 2019 | Decisiones: Unos ganan, otros pierden | Helena                                        | Episódio: "El baú"                   |
| 2019 | Juntos, el corazón nunca se equivoca  | Soledad Elizalde de Ortega                    |                                      |
| 2019 | Soltero con hijas                     | Alondra Ruvalcaba de Paz                      |                                      |
| 2021 | Fuego ardiente                        | Laura Urquidi de Juárez / de Ferrer           |                                      |
| 2022 | Hasta que la plata nos separe         | Clemencia Maldonado                           |                                      |
| 2023 | Vuelve a mí                           | Martha Guevara de Zepeda                      |                                      |
| 2024 | Tu vida es mi vida                    | Gracia Martínez Torres                        |                                      |
| 2024 | Las hijas de la señora García         | Cecilia Borbón de Portilla                    |                                      |

### Filmes
- Los Temerarios (1993)
- Comando marino (1990)
- Siempre en Domingo (1984)

## Teatro
- Los fantásticos (1981)
- Nuestro amor de cada día (1983)
- Jesucristo superestrella (1984)
- Fausto (1985)
- Sugar (1992)
- Tenorio cómico (1992-1994)
- Monólogos de la vagina (2002)
- Bajo cero (2011)
- Soy mujer, soy invencible y estoy exhausta (2012)
- Made in México (2013)[1](2016)
- Manos quietas (2012)[2]
- Infidelidades (2015)[3]
- Mamá por siempre (2016)[4]

## Discografia
- Hermanos y amigos (1978) Con sus hermanos: Eugenia, Gerardo y Marco Flores
- Barcos de papel (1983)
- Preparatoria (1984)
- De corazón a corazón (1985)
- Fruto prohibido (1987)
- Para vivir feliz (1988)
- Eterna Navidad (1989) Con todos los artistas de EMI de ese año.
- Desde hoy (1990)
- Cuando el amor estalla (1991)
- Nunca hagas llorar a una mujer (1995)
- Me quedé vacía (1997)
- Te voy a esperar (2000)
- Contigo o sin ti (2002)
- Morir de amor (2004)
- Soy yo (2007)
- Soy yo con Banda y Mariachi (2008)
- Ni te pares por aquí (2009)
- Desde mi corazón (2012)

## Prêmios e Indicações
| Ano  | Festival                       | Categoria                                     | Nomeações               | Resultado |
| ---- | ------------------------------ | --------------------------------------------- | ----------------------- | --------- |
| 1983 | Prêmio TVyNovelas              | Melhor Revelação Feminina                     | El derecho de nacer     | Venceu    |
| 1985 | Prêmio TVyNovelas              | Melhor Atriz Jovem                            | Los años felices        | Indicada  |
| 1994 | Prêmio TVyNovelas              | Melhor Vilã                                   | Clarisa                 | Indicada  |
| 1998 | Prêmio TVyNovelas              | Melhor Tema Musical (com Marco Antonio Solís) | El alma no tiene color  | Venceu    |
| 2007 | Prêmio TVyNovelas              | Melhor Atriz Coadjuvante                      | Mundo de fieras         | Indicada  |
| 2010 | Prêmio TVyNovelas              | Melhor Atriz Co-Estelar                       | Corazón salvaje         | Indicada  |
| 2010 | Prêmio TV Adicto Golden Awards | Melhor Personagem Feminino                    | Llena de amor           | Venceu    |
| 2012 | Prêmio People en Español       | Melhor Atriz Coadjuvante                      | Un refugio para el amor | Indicada  |
| 2014 | Prêmios Tu Mundo               | Melhor Atriz Protagonista                     | En otra piel            | Indicada  |
| 2015 | Prêmios Tu Mundo               | Melhor Primeira Atriz                         | Reina de corazones      | Indicada  |